# Riccardo Bianchi
Riccardo Bianchi (Casale Monferrato, 20 agosto 1854 – Torino, 4 novembre 1936) è stato un ingegnere e dirigente d'azienda italiano, primo Direttore generale delle Ferrovie dello Stato neo-costituite nel 1905.
Riccardo Bianchi nacque a Casale Monferrato, in Piemonte nel 1854. Fece i suoi studi e conseguì la laurea in Ingegneria a Torino, ma fece esperienze di praticantato nelle officine ferroviarie di Bologna dove aveva conseguito il diploma tecnico industriale. Dopo la laurea lavorò in Inghilterra come borsista universitario.

## L'inizio della carriera ferroviaria
Nel 1880 la Società per le Ferrovie dell'Alta Italia (SFAI) bandì un concorso per ingegneri avventizi ed egli si classificò tra i primi quattordici idonei della graduatoria di merito e fu assegnato all'Ufficio del Materiale Fisso del Servizio della Manutenzione e dei lavori. Allora gli apparati in uso erano i Saxby a leve e trasmissione rigida meccanica che, per il comando degli scambi, richiedevano una notevole forza muscolare. Bianchi studiò un meccanismo estremamente più agevole e ideò un sistema di comando e controllo idrodinamico ad acqua miscelata a glicerina che brevettò il 18 settembre 1883. Per la costruzione si appoggiò alla ditta dell'ing. Giovanni Servettaz. Il primo Apparato Centrale Idrodinamico del mondo per il comando di scambi e segnali vide così la luce e l'installazione nell'impianto ferroviario di Abbiategrasso il 15 ottobre 1886. Era un impianto a 10 leve e il risultato fu così brillante che venne esteso a molti altri impianti della rete italiana, ed anche estera, giungendo ad essere usato fin dopo la seconda guerra mondiale.
Nel 1885 costituitasi la Rete Mediterranea, entrò a farne parte; nel 1891 venne nominato capo sezione del Servizio manutenzioni e lavori e nel 1900 direttore del Servizio movimento e traffico. Il 22 luglio 1901 lo vide direttore generale della Rete Sicula ove rimase fino alla costituzione delle FS nel 1905.
Con la nascita dell'ente nazionale, Bianchi venne nominato Direttore Generale delle Ferrovie dello Stato da Giovanni Giolitti: la fama di Bianchi era quella di un uomo di grande integrità morale e di un manager ante litteram illuminato e progressista, che prestava grande attenzione all'innovazione tecnologica e all'efficienza.
Giolitti, nelle sue memorie, ricordò poi che sondando il Bianchi sulla sua disponibilità ad assumere l'incarico di direttore generale delle costituende Ferrovie dello Stato e avendogli offerto qualunque stipendio egli avesse chiesto, il Bianchi lo stupì replicando che gli sarebbe bastato lo stipendio di cui godeva quale direttore generale della Rete Sicula, che come risulta dal decreto della Corte dei Conti riprodotto nella biografia di Giuseppe Pavone, Riccardo Bianchi: Una vita per le ferrovie italiane era di 24000 lire all'anno. Per confronto nello stesso 1905, secondo Panconesi, lo stipendio annuo di un capo conduttore principale di 1. classe andava da 2100 a 3600 lire, quello d'un capo tecnico di 1. classe dalle 3000 alle 5100 lire e quello d'un capo deposito di 1. classe dalle 3000 alle 4800 lire.

## Direttore generale delle Ferrovie dello Stato
Insediatosi nella sua nuova prestigiosa carica dovette far fronte ad immensi problemi; la maggior parte delle linee, dei rotabili e degli impianti versava in un pauroso stato di trascuratezza e degrado. Vigevano regolamenti e disposizioni differenti e divergenti. Anche l'esercizio non aveva alcuna uniformità; la Rete Adriatica aveva adottato le rotaie Vignoles e il freno Hardy, mentre la Rete Mediterranea usava rotaia a doppio fungo e freno Westinghouse e perfino i ganci di trazione erano di tipo differente.
In dieci anni Bianchi riuscì ad annullare il gap iniziale, ad uniformare i regolamenti e lo stato giuridico del personale. Il suo carattere deciso lo portò ad affrontare con piglio imprenditoriale problematiche come quella dell'approvvigionamento del carbone, di provenienza inglese, che passava attraverso vari intermediari; Bianchi creò invece un proprio ufficio direttamente a Cardiff. Mediando presso i ministeri riuscì a promuovere investimenti importanti per costruire Officine Grandi Riparazioni, Depositi Locomotive e linee fondamentali come la Roma-Napoli e la Bologna-Firenze la cui costruzione iniziò durante il suo mandato.
Dopo aver fatto progettare una nuova architettura unificata per le nuove linee, intraprese lavori di estensione dei tracciati (allora di 15.000 km, di cui meno di 1/6 a doppio binario) e investì molti sforzi nello sviluppo dell'illuminazione elettrica di mezzi e stazioni; il problema della carenza di veicoli venne affrontato di petto, commissionando grazie agli ingenti finanziamenti ottenuti dal Governo migliaia di carri e carrozze, oltre a nuovi gruppi di macchine a vapore tecnologicamente avanzate.
In un solo anno riuscì ad acquisire o costruire 567 locomotive, 1244 carrozze e 20623 veicoli merci, in uno dei maggiori sforzi migliorativi mai visti nella storia delle infrastrutture italiane.
Complessa e discussa fu la sua gestione del personale, giustificata dal fatto che si era costituita dal nulla la più grande impresa nazionale e si dovettero affrontare notevoli problemi di amalgama e unificazione tra il personale dipendente. Il 24 gennaio 1915, a seguito di controversie col ministro dei trasporti Ciuffelli in occasione del terremoto in territorio marsicano, Bianchi si dimise dall'incarico di direttore generale. La "Gestione Bianchi" tuttavia ebbe un bilancio estremamente positivo e diede vita, dal nulla, ad una amministrazione ferroviaria competitiva con quelle delle altre nazioni europee.
Conseguentemente alla nomina di Direttore Generale FS il Collegio Ingegneri Ferroviari Italiani lo aveva intanto acclamato quale suo presidente onorario.
Nominato senatore del Regno il 23 febbraio 1917, fu chiamato a ricoprire la carica di Ministro di Trasporti marittimi e ferroviari il 16 giugno successivo, ma rassegnò le dimissioni il 14 maggio 1918 per non essere coinvolto in manovre speculative parlamentari.
Svolse inoltre numerosi incarichi ministeriali e di consigliere di amministrazione presso Enti e banche.
Morì nel 1936, a 82 anni.